# Trängbataljonen
Trängbataljonen var ett trängförband inom svenska armén som verkade åren 1885–1891. Förbandsledningen var förlagd i Stockholms garnison i Stockholm.

## Historia
Trängbataljonen var det första trängförbandet, uppsattes 1885 i Stockholm med ett kompani för allmän trängtjänst och ett för sjukvårdstjänst. Bataljonen blev moderförband för alla senare organiserade trängförband. Den delades 1891 i Svea trängbataljon och Göta trängbataljon.